# St. Georg (Auerberg)

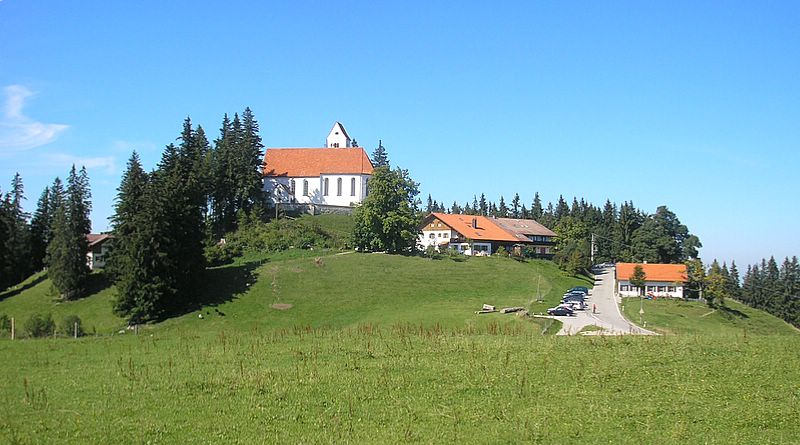
Gesamtansicht von Süden

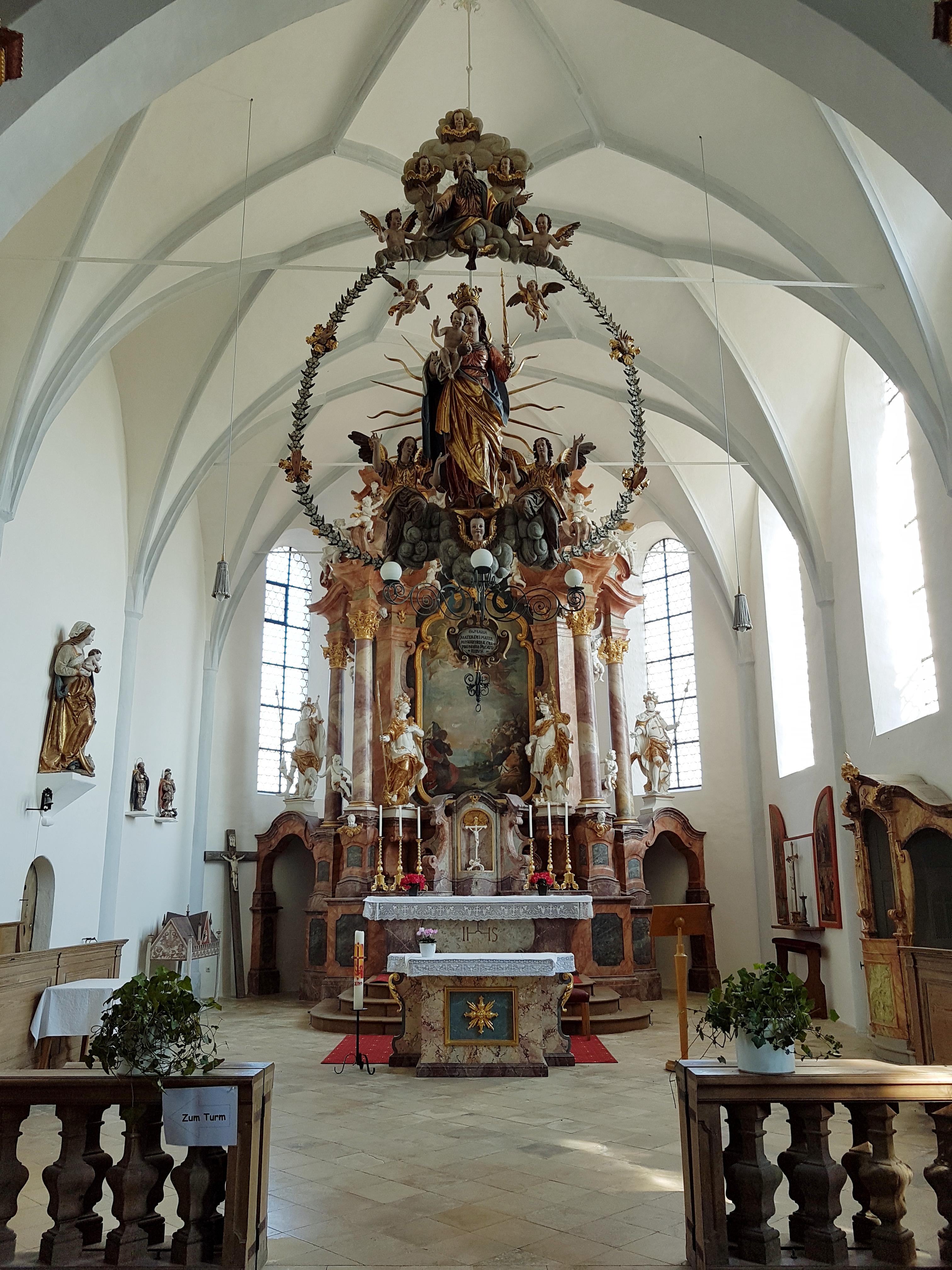
Blick in den Chor mit Hochaltar und Rosenkranzmadonna

Die katholische Filialkirche St. Georg liegt auf dem höchsten Punkt des Auerbergs (1055 m, Gemeinde Bernbeuren) im Landkreis Weilheim-Schongau in Oberbayern. Der schlichte Sakralbau birgt einige bedeutende Ausstattungsstücke, etwa eine Muttergottes des Allgäuer Bildschnitzers Jörg Lederer.

## Geschichte

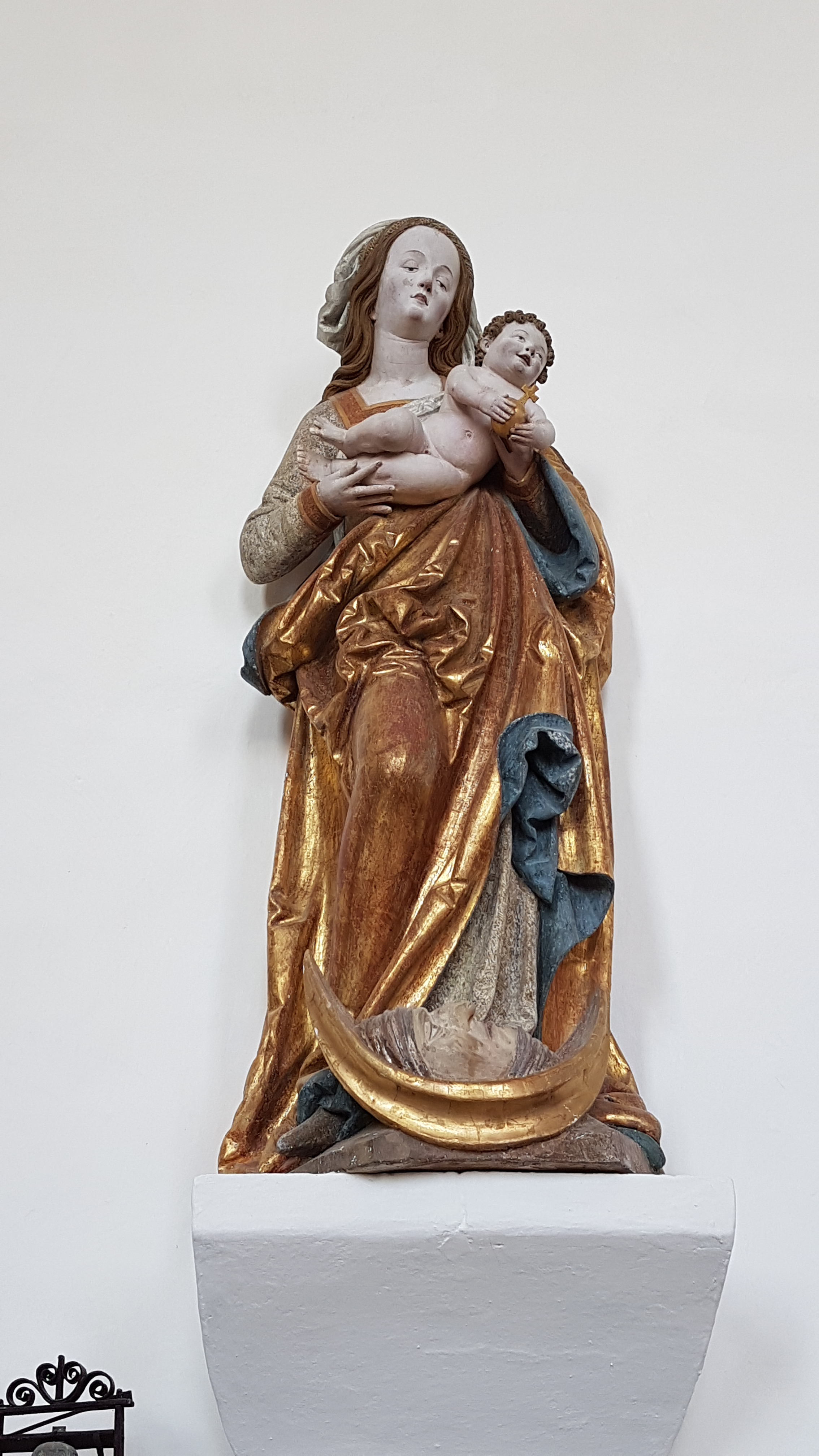
Muttergottes auf der Mondsichel (Jörg Lederer, 1520)

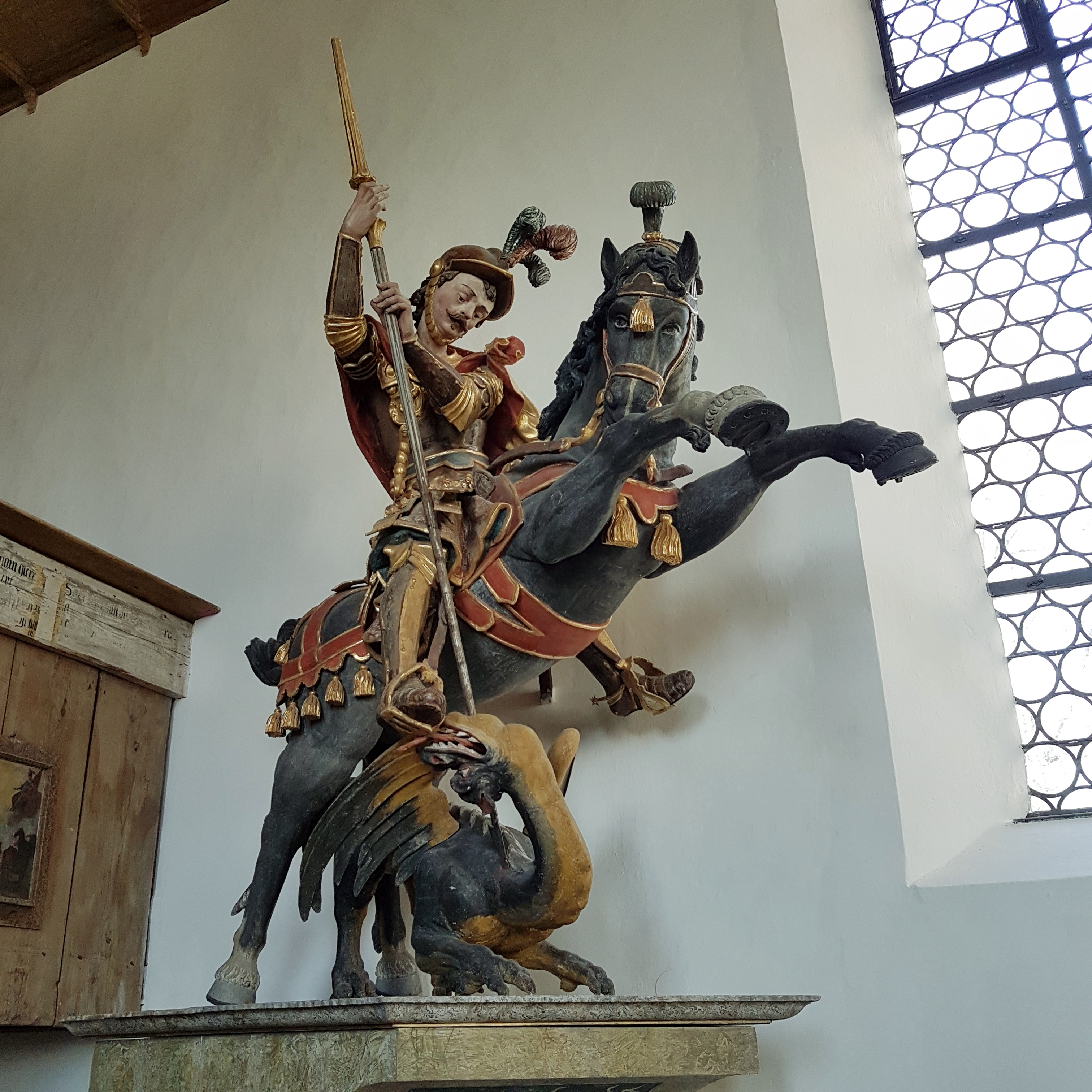
Der hl. Georg im Langhaus

Auf dem „großen Bruder des Hohenpeißenberges“ lag unter Kaiser Tiberius eine römische Militärstation. Nach dem Abzug der Truppen wurde der Berg noch einige Zeit als Zivilsiedlung weitergenutzt. Die ältesten Siedlungsspuren stammen jedoch aus der Jungsteinzeit. In keltischer Zeit lag möglicherweise die Festung Damasia auf der Anhöhe. Die noch heute sichtbaren weitläufigen Wallreste werden jedoch der römischen Zivil- und Militärsiedlung zugeordnet.
Der Auerberg war bis 1836 eine selbständige politische Gemeinde. Die Kirche entstand wohl in romanischer Zeit als Gotteshaus für die umliegenden Höfe auf dem Berg. Ob sie jemals Pfarrkirche war, ist unklar. 1497 kam der gewölbte Chor hinzu. Das Langhaus entstand erst nach dem Dreißigjährigen Krieg. 1955 und 1997 wurde der Bau restauriert. Die 2017 begonnene Renovierung wurde mit der Weihe beim Georgiritt am 28. April 2019 abgeschlossen.
Die Auerbergkirche ist noch heute Wallfahrtskirche und das Ziel eines Georgirittes, an dem sich früher 14 bäuerliche Altgeschlechter beteiligten.
Seit 1948 wird – in der Regel am Sonntag nach dem 16. August – alljährlich eine Rochusgelöbnismesse gefeiert. Eine solche Rochusgelöbnismesse wurde seit dem Dreißigjährigen Krieg in Zuckmantel (Sudetenland) gefeiert und fand nach der Vertreibung der Sudetendeutschen in der Auerbergkirche ihre Fortsetzung.

## Beschreibung
Der älteste Teil der Kirche ist der romanische Satteldachturm im nördlichen Chorwinkel, über den man heute zur Aussichtsplattform auf dem Kirchendach gelangt. Von hier aus sieht man angeblich 230 Ortschaften. Der Chorbau selbst stammt von 1497 und schließt in fünf Seiten des Achtecks. Das einschiffige Langhaus ist breiter als das Presbyterium und besitzt – ebenso wie der Chor – keine Strebepfeiler.
Das Langhaus ist flach gedeckt. Die einfache hölzerne Täferndecke entstand wohl kurz nach dem Dreißigjährigen Krieg. Der dreijochige Altarraum ist etwas niedriger als der Laienraum und wird von einem spätgotischen Netzrippengewölbe überspannt. Die Schlusssteine zeigen den hl. Georg, eine Mitra und das Wappen des Augsburger Bischofs Johann von Werdenberg, im Amt 1469 bis 1486 (Vollendung des Erweiterungsbaues erst unter seinem Nachfolger Friedrich II. von Zollern). Die Wände der Kirche werden von einfachen Rundbogenfenstern durchbrochen, im Süden gewährt ein Vorzeichen (Vorbau) Einlass.
St. Georg war früher vom Auerberger Friedhof umgeben. Die – im Kern spätmittelalterliche – Ummauerung ist noch erhalten.

## Ausstattung

### Altäre
Der Hochaltar entstand trotz seiner Rokokoformen erst 1781. Das Altarblatt mit dem Motiv Maria vom guten Rat ist das Werk von Franz Anton Weiß (Rettenberg, bez. 1767) und zeigt die Übertragung des Gnadenbildes von Genazzano. Die Figuren seitlich des Altarbildes stellen St. Sebastian, St. Georg, St. Florian und St. Moritz dar und werden Maximilian Hitzelberger zugeschrieben. Die Figuren der hl. Dreifaltigkeit im Auszug schuf sein Sohn Johann Sigmund Hitzelberger.
Die Seitenaltäre stammen von 1693 – links der Antonius-von-Padua-Altar, rechts der Josefsaltar. Die Figuren des linken Seitenaltares – St. Antonius, St. Franziskus von Assisi und St. Petrus von Alkantara, schuf vermutlich Jörg Pfeifer. Das Altarbild ist von 1901, die Krönung Mariens im Auszug ist von 1693. Das Altarbild des rechten Seitenaltares zeigt die hl. Familie, im Auszug die Taufe Jesu, geschaffen 1693.

### Chorraum

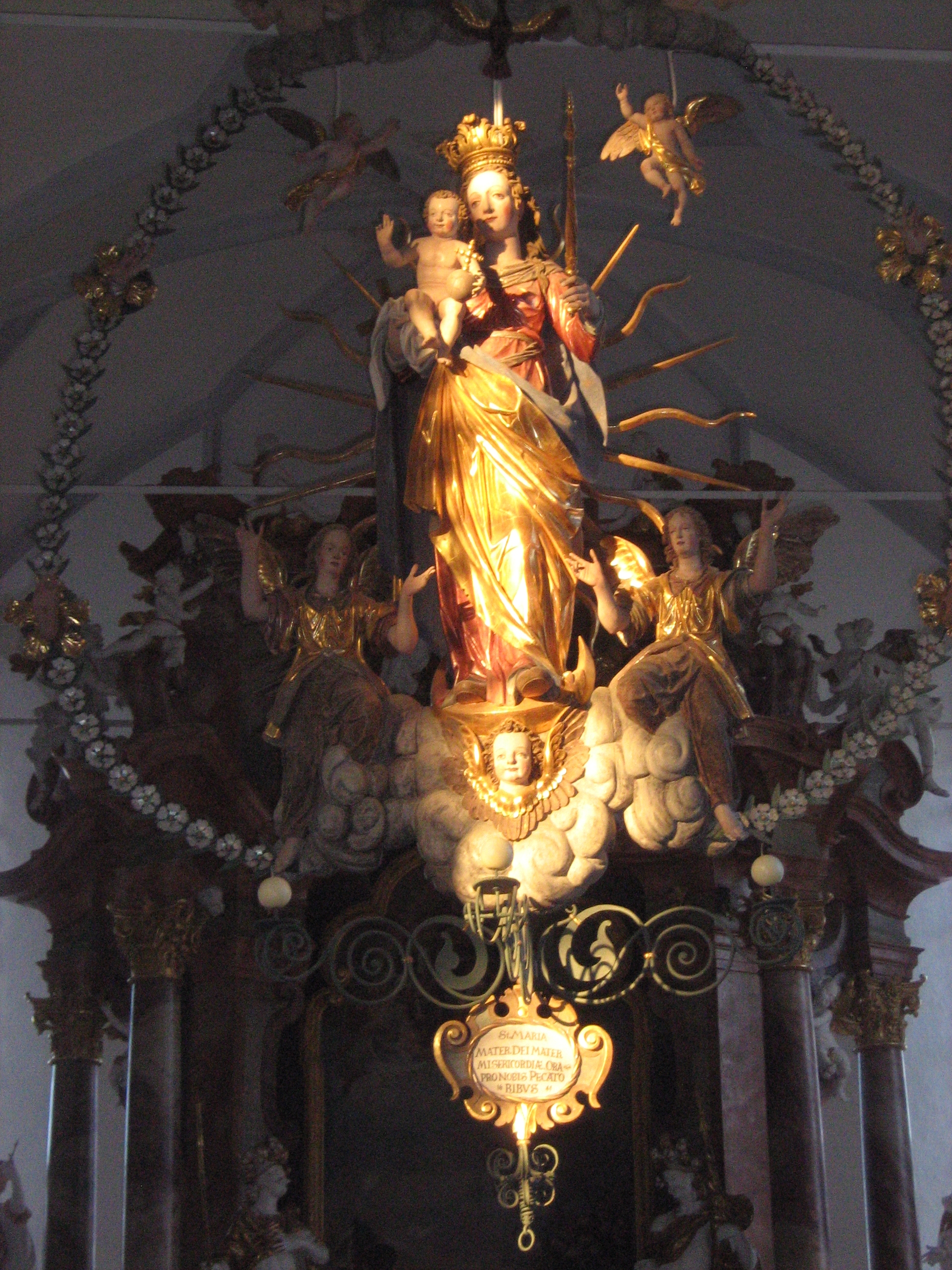
Rosenkranzmadonna im Abendlicht

Der Chorraum birgt die bedeutendsten Kunstwerke der Kirche. Über dem Eingang zur Sakristei ist die Muttergottes von Jörg Lederer aufgestellt. Die Madonna (um 1520) steht auf der Mondsichel und bietet den Jesusknaben dar. Im Chorbogen hängt die große Rosenkranzmadonna von 1641. Das gotisierende Werk entstand wohl in einer Weilheimer Werkstatt. Südlich des Hochaltars haben sich die Außenflügel eines spätgotischen Flügelaltars mit Darstellungen der Vierzehn Nothelfer und der Verkündigung erhalten (ca. 1520).

### Langhaus
Im Langhaus ist noch die Figur des hl. Georg mit dem Drachen neben der Empore zu erwähnen. Das volkstümliche Bildwerk ist 1675 entstanden und gehörte vermutlich zum alten Hochaltar.

### Empore
Die einfache Westempore ruht auf einer hölzernen Mittelsäule und ist mit einigen Votivbildern geschmückt.

### Orgel

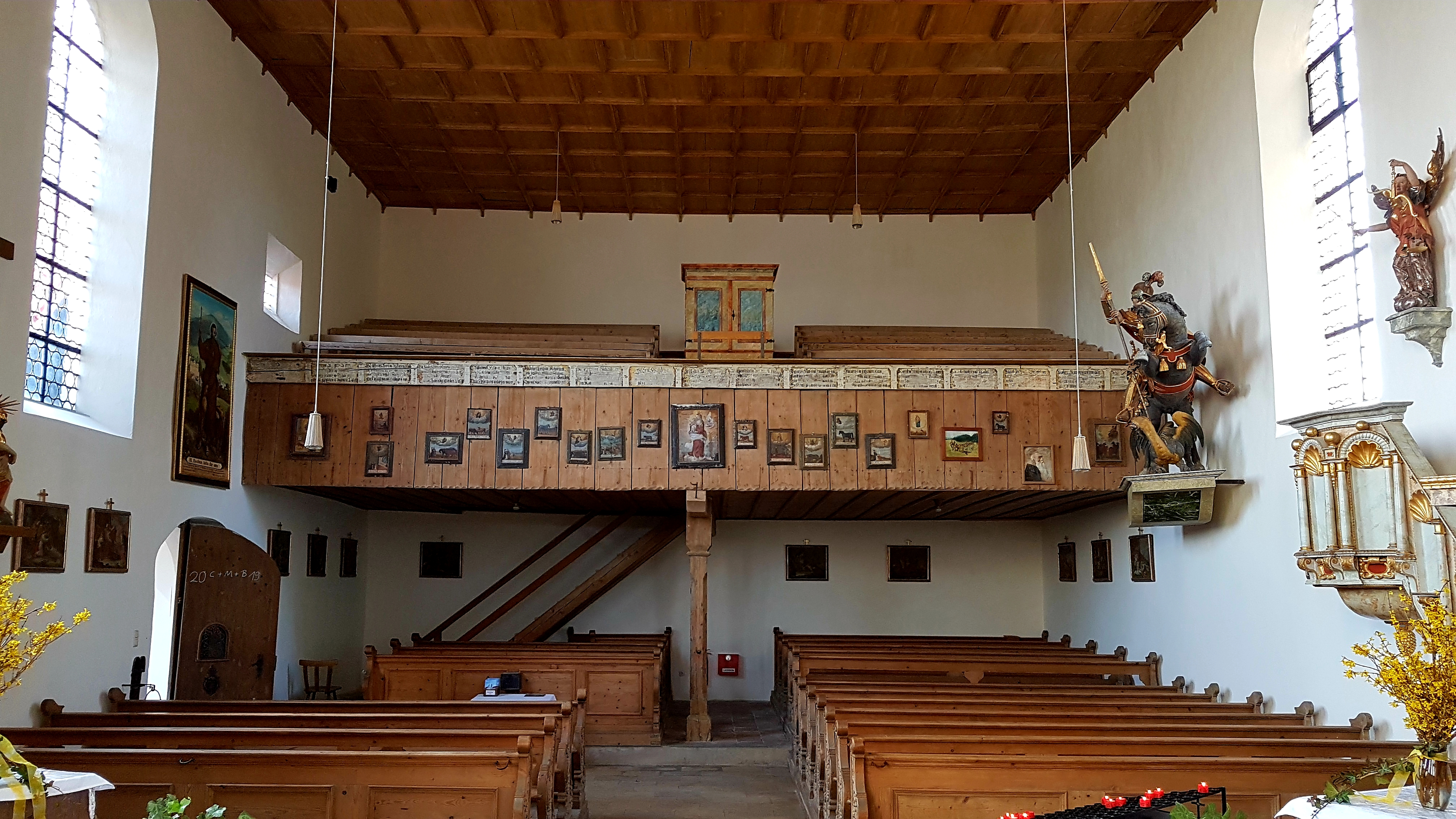
Die Jäger-Orgel

Das Positiv mit 4 Registern wurde um 1740 von Andreas Jäger gebaut. Die Disposition lautet:
| Manual C/E–c3, kurze Oktave |    |            |
| Gedackt                     | 8′ | [ Anm. 1 ] |
| Flöte                       | 4′ | [ Anm. 1 ] |
| Principal                   | 2′ |            |
| Zimbel                      | 1′ |            |

Anmerkungen
1. 1 2  weitestgehend original